# Hirschroda (Balgstädt)
Hirschroda – dzielnica gminy Balgstädt Niemczech, w kraju związkowym Saksonia-Anhalt, w powiecie Burgenland, w gminie związkowej Unstruttal.
Do 30 czerwca 2009 Hirschroda była samodzielną gminą.